# Гігантський сліпак
Африканський сліпак великоголовий ( Tachyoryctes macrocephalus ), також відомий як гігантський сліпак, ефіопський африканський сліпак, є видом гризунів родини Spalacidae.  Це ендемік гір Бейл в Ефіопії. Його природним середовищем існування є субтропічні або тропічні високогірні луки , де він може досягати щільності до 2600 особин на квадратний кілометр. Йому загрожує втрата середовища існування. У зоні свого ареалу, він є основною здобиччю ефіопського вовка ( Canis simensis ), що знаходиться під загрозою зникнення. 
Великоголові африканські сліпаки відрізняються великими розмірами, особливо голови, що й дало їм назму. Вони плямистого золотисто-коричневого кольору з м’якою шерстю.
У той час як інші сліпаки не тільки живуть, а й харчуються під землею, цей вид здебільшого добуває їжу над землею, риючи новий тунель до ділянки свіжої трав’яної рослинності. Він харчується на поверхні приблизно 20 хвилин, поки не вичерпає запас трави навколо свого тунелю, після чого блокує тунель. Харчується в основному травами, деякі особини харчуються переважно корінням.  Сліпак риє тунелі через постійну загрозу збоку хижаків, особливо ефіопського вовка, який спеціалізується на харчуванні сліпаками. Ефіопські вовки ловлять сліпаків, влаштовуючи на них засідку. Сліпаки дуже обережні та мають достатньо великі різці, щоб серйозно поранити потенційних хижаків. 